# Barry S. Strauss
 (avril 2018).
Barry S. Strauss (né le 27 novembre 1953 à New York City) est un historien américain. Il est professeur d'histoire et d'études classiques à l'Université Cornell et a détenu la chaire de son département d'histoire. 

## Biographie
Strauss est expert en histoire militaire antique et a écrit ou édité de nombreux ouvrages dont The Battle of Salamis (2004), The Trojan War (2006), Masters of Command (2013) et The Death of Caesar (2015). Ses livres ont été traduits en six langues.
Strauss détient un baccalauréat en arts et un doctorat de l'Université de Yale. 
Ses cours portent sur l'histoire de la Grèce Antique, la guerre et la paix dans l'antiquité, l'histoire des batailles , l'introduction à l'histoire militaire et divers sujets plus spécialisés en histoire antique. 
Il réside à Ithaca (New York)

### Auteur ou co-auteur
- Athens After the Peloponnesian War: Class, Faction, and Policy, 403-386 B.C. (1987); Cornell University Press.
- The Anatomy of Error: Ancient Military Disasters and Their Lessons for Modern Strategists (1990); Co-author: Josiah Ober.
- Fathers and Sons in Athens: Ideology and Society in the Era of the Peloponnesian War (1993); Princeton University Press.
- Rowing Against the Current: On Learning to Scull at Forty (1999); Scribner
- The Battle of Salamis: The Naval Encounter That Saved Greece — and Western Civilization (2004); Simon & Schuster
- The Trojan War: A New History (2006); Simon & Schuster.
- The Spartacus War (2009); Simon & Schuster.
- Western Civilization, Beyond Boundaries, Volume 2: Since 1560 (6th Edition, 2009); with Thomas F. X. Noble, Duane Osheim, Kristen Neuschel, Elinor Accampo, David D. Roberts, and William B. Cohen.
- Masters of Command: Alexander, Hannibal, Caesar, and the Genius of Leadership (2012); Simon & Schuster.
- The Death of Caesar: The story of History's most famous Assassination (2015); Simon & Schuster

### Editeur ou co-éditeur
- Hegemonic Rivalry: From Thucydides to the Nuclear Age (1991; Series: New Approaches to Peace and Security); Co-edited with R. Ned Lebow.
- War and Democracy: A Comparative Study of the Korean War and the Peloponnesian War (2001), East Gate Books. Co-edited with David R. McCann.